# Xbox One
Xbox One је назив играчке конзоле осме генерације коју је развио Microsoft. Најављена је 21. маја 2013. године  и наследник је конзоле Xbox 360. На тржишту се такмичила са Сонијевом конзолом PlayStation 4 и Нинтендовим Свичем.
Xbox One је напустио архитектуру која се темељила на PowerPC-у кориштену у Xbox-у 360 и вратио се на архитектуру x86, кориштена у првом Xbox-у. Садржи AMD-ов процесор Accelerated Processing Unit темељен на скупу инструкција x86-64. Контролер конзоле Xbox One редизајниран је у односу на контролер конзоле Xbox 360. Стављен је већи нагласак на рачунарство у облаку и услуге друштвеног умрежавања, те су додане могућности снимања игре и дељења видео-записа у стварном времену на сервисима као што су Mixer и Twitch. Игре се могу играти када је корисник удаљен од саме конзоле помоћу локалне мреже на подржаним рачунарима са оперативним системом Windows 10. Подржани су блу-реј дискови и приказ телевизијског програма дигиталне земаљске телевизијe. Конзола опционално долази с редизајнираним Кинектом под називом Kinect 2.0 у маркетиншким материјалима, који подржава побољшано праћење покрета и препознавање говора.
Xbox One је углавном добијао позитивне оцене код критичара. Похваљен је нови дизајн контролера, а биле су хваљене и нове мултимедијалне могућности као и говорна навигација. Сагласни су да је нова конзола поузданија од претходне због новог дизајна коју конзолу чини тишом и хладнијом. Критике су највише биле упућене недовољно високим графичким могућностима у погледу покретања видео-игара  у односу на PlayStation 4, као и неинтуитивном графичком интерфејсу. Накнадна ажурирања софтвера довела су до одређених промена у интерфејсу.
Xbox One S је заменио оригинални Xbox One 2016. године. Xbox One S је мањи од прве верзије и донео је новине, попут HDR10 и репродукције видео садржаја у резолуцији 4К. Новембра 2017, изашла је нова верзија конзоле, са надограђеним хардвером: Xbox One X, која доноси подршку за играње видео-игара у резолуцији 4К.
Породицу конзола Xbox One заменила је нова генерација конзола Xbox Series X и Series S, које су изашле у продају 10. новембра 2020. године.

## Варијанте

### Xbox One S
Xbox One S је мања верзија конзоле Xbox One. Xbox One S је подржавао ХДР (енгл. High Dynamic Range), али није имао улаз за Kinect. По спецификацијама је идентичан оригиналном Xbox One-у. Објављен је 2016, а у продаји је био од августа те године.

### Xbox One X
Xbox One X је била најновија верзија Xbox One-а, а објављена је у новембру 2017. године.